# Aksiokersa
Aksiokersa (gr. Ἀξιόκερσα Axiókersa) – bogini w mitologii greckiej. Była córką Hefajstosa i nimfy Kabeiro lub Kadmilosa, syna Hefajstosa i Kabeiro. Z pozostałym rodzeństwem – Aksiokersosem (bogiem świata podziemnego, którego była jednocześnie żoną) i Aksierosem byli wraz z Dioskurami, opiekunami żeglarzy.
Mnaseas z Patary utożsamiał Aksiokersę i jej rodzeństwo z Kabirami oraz z Kuretami, Korybantami i Dioskurami i z kultem: Dionizosa, Hadesa, Hermesa i Demeter lub odpowiednio z Demeter (Aksieros), Persefoną (Aksiokersa), Hadesem (Aksiokersos) i Hermesem (Kadmilos), a w mitologii rzymskiej z Jowiszem, Merkurym, Junoną i Minerwą.
Imię Aksiokersy i jej braci jest pochodzenia trackiego, a wspólny rdzeń aksi oznacza huczący, hałaśliwy.